# 武士の献立
『武士の献立』（ぶしのこんだて）は、2013年12月14日に公開された日本映画。監督は朝原雄三。松竹・北國新聞共同製作。北國新聞創刊120周年作品。
上戸彩が『あずみ2 Death or Love』以来8年ぶりに映画主演を務めた。
キャッチコピーは「家族の歴史は、毎日の献立とともにあった――」。

## 概要
2010年に公開された『武士の家計簿』に続き、江戸時代の加賀藩に仕えた武士をユニークな切り口で描いた時代劇。実在の包丁侍、舟木伝内と安信親子とその家族を描いたヒューマンドラマである。脚本の柏田道夫は『武士の家計簿』の脚本も手がけている。
「包丁侍」とは、剣術ではなく料理で将軍家や大名家に仕える武士を揶揄する呼び名である。武士としては足軽に近い低い身分であるが、大名家の人々の健康を守るとともに、対外的には「饗応料理」をつくり藩の威信を示すなど重要な働きをする。舟木伝内は四條流の「幕府台所人」に師事し、1707年（宝永4年）より加賀藩の「御料理人」となり活躍、『ちから草』『料理無言抄（安信との共著）』他優れたレシピ集を著した人物である。舟木家は以来明治に至るまで7代にわたり加賀藩御料理人を務めた。

## 物語
時は加賀騒動の前後。加賀藩6代藩主・前田吉徳の側室・お貞の方に仕える女中の春は、江戸屋敷で出会った加賀藩台所方・舟木伝内から、彼の息子・安信の嫁にと望まれる。春は一度は断ったが、伝内の熱意に心を打たれ、お貞の方からの助言もあり舟木家への嫁入りを決意する。
兄の急死で跡取りとなった安信は、料理の腕はからっきし駄目であり、御料理人の務めにも身が入らなかった。親戚を招いての試食会で出した料理を身内からも批判される姿を目の当たりにした春は、汁物の味付けをこっそり替えて出す。その行為に立腹した安信であったが、「包丁侍なぞつまらぬ」との暴言に怒った春から「離婚か料理指導か」を賭けた料理勝負を挑まれ敗北、改めて彼女の実力を知る。春のスパルタ料理指導の甲斐あって、安信は徐々に腕も上達し出世していく。安信の昇進を家族はもちろん、親友の今井定之進・佐代夫妻も喜ぶが、春は姑・満との会話から、かつて安信と佐代が恋仲だったことを知ってしまう。
1年後、安信は定之進の推挙で改革派の集まりに参加し、改革派の中心人物である大槻伝蔵と出会う。しかし藩主吉徳が急死、保守派の重臣・前田土佐守直躬らの讒言もあって大槻は失脚する。定之進をはじめとする改革派の面々は改易となるものの下士の身分であった安信には何の咎めもない。時を経て、藩主・前田重煕の暗殺未遂事件が発生する。出家していたお貞の方が首謀者とされて幽閉されたことを知った春は動揺を隠せず、安信の助力を得てお貞の方と再会したが、大槻が自害した後にお貞の方も後を追うことになる。
その後、藩主重煕の国許入りを祝って徳川家や近隣の大名を集めて饗応料理を振舞うことになり、伝内が頭取、安信が頭取補佐を勤めることになる。大槻らを追い込んだ土佐守の指示ということに納得いかない安信は、定之進に誘われ土佐守の暗殺計画に加わろうとする。安信から事情を聞いた春は一瞬の隙をついて安信の刀を奪って逃走し、安信が暗殺に加わることを阻止し、定之進ら残党は全員討たれた。その夜に帰宅した春を手討ちにしようとした安信だったが、春と母の思いを知り断念。挙句に父が倒れ、代わりに春と二人で能登へ食材探しの旅に出る。道中春への思いを新たにする安信だったが、春はある決意を固めていた。
饗応当日、安信は台所方の中心となって料理を振舞い、加賀騒動で地に落ちた加賀藩の面目を保つ。その頃、春は「自分の役目は終わった。舟木家にもっとふさわしい嫁を」と舟木家を去る。役目を終えて帰宅した安信は、春が失踪したことを知らされて藩内を探し回り、能登の海女が集まる店で働いていた彼女に再会し、ようやく二人は分かり合うことが出来たのだった。

## 登場人物・キャスト
舟木春
演：上戸彩
主人公。江戸浅草の料亭の娘として生まれたが、幼くして火事で両親も家も失い、お貞の方に仕える。一度は商家に嫁いだものの気の強さが仇となり1年で離縁される。
親譲りの料理の才を見込んだ伝内から「息子に料理を仕込んでほしい」と請われ舟木家に嫁ぐ。4歳年下の夫・安信に「古だぬき」とののしられつつも一生懸命つくすが、夫と佐代との関係を知り自ら身を引こうとする。
舟木安信
演：高良健吾
伝内の次男で春の夫。包丁侍の家に生まれながら料理よりも剣術が好きで、城下でも指折りの剣の使い手。
兄・利安の急死により家督を継ぐことになった現実を受け止められず、当初は料理のことも春のことも侮っていたが、少しずつ心を開いていく。佐代から贈られたかんざしを隠し持っている。
終幕後、伝内よりも出世して御料理頭となる。
舟木伝内
演：西田敏行
安信の父で当代きっての料理人。自ら考案した「鶴もどき」の調理法を春に言い当てられたことに驚き、嫁に来てほしいと懇願する。
舟木満
演：余貴美子
安信の母。おっとりした性格だが口が軽い。
今井佐代
演：成海璃子
安信が通う剣術道場「養心館」の跡取り娘で定之進の妻。幼馴染の安信と結婚するつもりだったが破談となり、家を守るために定之進を婿に迎える。加賀騒動で失脚した夫ともども国を追われる。
今井定之進
演：柄本佑
安信の幼馴染で佐代の夫。「養心館」の師範を務める。大槻伝蔵を尊敬している。
お貞の方（真如院）
演：夏川結衣
加賀藩6代藩主吉徳の側室。春をかわいがっていた。柚餅子（ゆべし）が好き。
大槻伝蔵
演：緒形直人
前田土佐守直躬
演：鹿賀丈史
浜路
演：ふせえり
お貞の方の側近
景山多聞
演：宮川一朗太
安信の上司
たみ
演：海老瀬はな
舟木家女中
浜口正太郎
演：浜野謙太
安信の同僚
薬売り
演：笹野高史
前田吉徳
演：猪野学
語り
声：中村雅俊
他
演：綾田俊樹、和泉ちぬ、加藤満、掛田誠、三星登史子、峰蘭太郎、木谷邦臣 ほか

## スタッフ
- 監督：朝原雄三
- 脚本：柏田道夫、山室有紀子、朝原雄三
- 音楽：岩代太郎
- 主題歌：CHARA「恋文」
- 料理監修：大友佐俊（金沢市内の老舗料亭大友楼経営。代々加賀藩御膳方を勤め、舟木家の遠戚でもある[3]）、青木悦子（クッキングスクール校長)
- 料理考証：陶智子、綿抜豊昭
- 加賀藩時代考証：宇佐美孝
- 料理協力：京都調理師専門学校
- 所作指導：勇家寛子
- 能指導：藪俊彦
- 琴指導：石井エミ
- 刀剣研磨指導：玉置城二
- 武包丁指導：生間流式包丁　小西将清
- 写経指導：上田尚史
- 軍事教練：伊藤清（元海上自衛官)
- 撮影：沖村志宏
- 照明：土山正人
- 録音：山本研二
- 美術：原田哲男
- 題字：中塚翠涛
- 殺陣：宇仁貫三
- 音響効果：帆苅幸雄、岡瀬晶彦
- ロケ協力：金沢フィルムコミッション、輪島フィルムコミッション、志賀町ロケ支援委員会、金沢城・兼六園管理事務所　ほか
- 技術協力・VFX：IMAGICA、IMAGICAウェスト
- 企画：池田史嗣
- プロデューサー：石塚慶生、三好英明
- アソシエイト・プロデューサー：岩城レイ子
- 製作総指揮：迫本淳一、飛田秀一
- エグゼクティブ・アドバイザー：原正人
- 製作者：秋元一孝
- 製作代表：大角正、高澤基、村井友哉、依田巽、井田寛、古賀誠一、平城隆司、山本晋也、都築伸一郎
- 企画協力：エース・プロダクション
- 製作協力：松竹映像センター
- 製作プロダクション：松竹撮影所
- 配給：松竹
- 製作：「武士の献立」製作委員会（松竹、北國新聞社、電通、ティー ワイ リミテッド、衛星劇場、オスカープロモーション、テレビ朝日、朝日放送、小学館、金沢経済同友会、エース・プロダクション）

## 封切り
公開に先立ち、日本映画としては初めてスペイン第61回サン・セバスティアン国際映画祭キュリナリー・シネマ部門（料理映画部門）に正式招待され、2013年9月25日（現地時間）にワールド・プレミアが行われた。また、同年10月には、第26回東京国際映画祭で本作のジャパンプレミアが開催された。
石川県内では、全国に先駆けて12月7日から6映画館で封切られ、舞台挨拶も行われた。日本での全国公開は261スクリーンで開始され、初週の全国映画動員ランキング（興行通信社調べ）では7位、土日2日間の成績は動員7万1,494人、興収7,982万5,800円を記録している。
2014年9月12日から14日にかけてハリウッドで開催される映画祭「LA EigaFest 2014」で公式上映された。

## 受賞歴
- 第37回日本アカデミー賞[8]
  - 優秀主演女優賞（上戸彩）
  - 優秀助演女優賞（余貴美子）

## 書籍情報
- 大石直紀『武士の献立』（小学館刊　2013年11月11日、ISBN 978-4-09-408875-5）

## 舞台
「舞台版『武士の献立』」のタイトルで2024年11月9日から17日に草月ホールで上演。

### キャスト
キャスト名は「醤油版 / 味噌版」で記載する。
- 船木春：惣田紗莉渚 / 市川美織
- 船木安信：井澤巧麻 / 谷水力
- 舟木伝内：和泉元彌 / 黒岩徹
- 和泉満：戸張美佳 / 藤田よしこ
- 前田吉徳：椿克之 / 井上一馬
- 以与の方（浄珠院）：綾月せり / 有栖川朋花
- 大槻伝蔵：あも / 田中寅雄
- 前田土佐守直躬：野口大輔 / 山脇広大
- 浜路：関根麻帆 / 樋口みどりこ
- お貞の方（真如院）：久米田彩 / 山崎麗央奈
- 今井佐代：小澤奈々花 / 小駒ゆか
- 今井定之進：桑野将春 / 冨田浩児
- さと：八重幡典子 / 松藤美和
- 六兵衛：円堂耕成 / 小林幹
- 六歌仙：涼乃あゆ / 七海とろろ
- 浅尾：南条采良 / 尾形歩南
- 浜口正太郎：中村優希 / 小椋涼介
- 影山多聞：田森就太 / 斧口智彦
- たみ：すずきゆい / 花せりあ
- 菊：穂高りほ / 織乃ぬの
- 琴：小西萌子 / 仁菜
- いと：咲樹 / 香月まゆか
- ふみ：夏葉ことり / 樋口佑奈
- 松子：吉冨さくら / 横山天音
- 真之丞：桜井鉄也 / 山本主税
- 左門之介：飯田隆平 / 山﨑翔
- 源三郎：早川信徹 / 市川順基
- 語り部：池上季実子 / 名高達男

### スタッフ（舞台）
- 脚本：柏田道夫
- 脚色：野口大輔
- 演出：野口大輔（醤油版） / 田中寅雄（味噌版）